# カントンクサガメ
カントンクサガメ（広東臭亀、Mauremys nigricans）は、爬虫綱カメ目イシガメ科イシガメ属に分類されるカメ。

## 分布
中華人民共和国（海南省、広東省、広西チワン族自治区）、ベトナム北部（絶滅？）
模式標本の産地（模式産地）は中華人民共和国（広東省）。

## 形態
最大甲長24センチメートル。メスの方がオスより大型になる。背甲はややドーム状に盛り上がり、上から見ると中央よりやや後方で最も幅が広くなるやや角張った俵型。椎甲板には筋状の盛り上がり（キール）がある。左右の第12縁甲板の間にはほとんど切れこみが入らない。背甲の色彩は灰褐色、褐色、暗褐色、黒と変異があり、甲板の継ぎ目（シーム）に沿って橙色の筋模様が入る個体もいる。種小名nigricansは「黒い」の意。雌雄問わず（むしろメスの方が多い）全身が黒化（メラニズム）する個体もいるが、頭部の斑紋が消失しない個体がいたり虹彩や喉、四肢基部は黒化しない。左右の喉甲板の間と左右の肛甲板の間に浅い切れこみが入る。腹甲の色彩が明色で黒い斑点が左右対称に入る個体と、色彩が黒く放射状の明色斑が入る個体がいる。
頭部はやや大型か非常に大型で、大型個体（特にメス）では頭部が巨大化（巨頭化）する個体もいる。吻端はやや突出し、上顎の先端はわずかに凹む。咬合面は幅広いが、稜や突起はない。後頭部は細かい鱗で被われる。頭部の色彩は暗褐色や暗灰褐色で、側頭部に白や黄色、灰色の細い2-3本の筋模様が入る。
孵化直後の幼体は肋甲板にもキールが入るが、成長に伴い消失する。オスは背甲が赤みを帯びたり、頭部や四肢に赤や橙、明褐色の虫食い状の斑紋が入る個体もいる。

## 分類
本種の学名C. nigricansは以前はミナミイシガメを指す学名とされ、本種に対応する学名はC. kwangtungensisとされていた。種小名kwangtungensisは「広東産の」の意で、和名の由来にもなっている。後にC. nigricansがミナミイシガメではなく本種と判明しC. kwangtungensisよりも記載が古いことから、C. kwangtungensisはシノニムとなり抹消された。

## 生態
主に標高300-500メートルの低山地や丘陵を流れる渓流や河川などに生息する。
食性は雑食で、飼育下では動物質、果実などを食べる。
繁殖形態は卵生。野生では1回に2個、飼育下では1回に2-9個の卵を産んだ例がある。卵は28-31℃の環境下で51-55日で孵化した例がある。

## 人間との関係
生息地では食用とされる。生息地の破壊や、食用やペット用の乱獲などにより生息数は激減していると考えられている。2005年にワシントン条約附属書IIIに掲載された。2013年にワシントン条約附属書IIに掲載された。
ペットとして飼育されることもあり、日本にも輸入されていた。1960年代より流通し、特に頭部や四肢に赤い虫食い状の斑紋が多く入った個体は珍重され高値で販売されていた。ワシントン条約に掲載したため流通量が減少し、飼育下繁殖個体が少数流通する。アクアテラリウムで飼育される。やや皮膚病になりやすい傾向があるため、水質に注意したり日光浴させるか適切な陸場を設けて体を乾かせるように局所的に熱源を照射する。